# Ndera
Ndera (Kinyarwanda Umurenge wa Ndera) ist einer von 15 Sektoren im Distrikt Gasabo in der Hauptstadt Kigali in Ruanda.

## Geographie
Ndera hat eine Fläche von 50,4 km². Der Sektor unterteilt sich in die sechs Zellen Bwiza, Cyaruzinge, Kibenga, Masoro, Mukuyu und Rudashya. Nachbarsektoren von Ndera sind im Nordosten Gikomero, im Osten Rusororo, im Süden Nyarugunga, im Westen Kimironko und im Nordwesten Bumbogo.
In einem Tal zwischen dem Kimironko- und Masoro-Bumbogo-Hügel, das die Südgrenze des Sektors und Distrikts Gasabo vom Distrikt Kicukiro trennt, befindet sich der etwa 122 Hektar umfassende Nyandungu Urban Wetland Eco-Tourism Park.

## Bevölkerung
Nach der Volkszählung von 2022 betrug die Einwohnerzahl 95.164 Einwohner und die Einwohnerdichte 1889 Einwohner pro km². Zehn Jahre zuvor waren es 41.764 Einwohner, was einer jährlichen Bevölkerungszunahme von 8,6 Prozent zwischen 2012 und 2022 entspricht.

## Bildungs- und Gesundheitswesen
In Masoro im Südwesten des Sektors befindet sich auf einer Fläche von 22 Hektar der Kigali-Campus der Adventist University of Central Africa. Östlich davon in Kibenga liegt das Ndera Neuropsychiatric Teaching Hospital, auch bekannt als Caraes Ndera Hospital. Das Überweisungs- und Lehrkrankenhaus wurde 1968 von den Broeders van Liefde, einer katholischen Ordensgemeinschaft, gegründet und empfing 1972 seine ersten Patienten.

## Verkehr
Direkt südlich von Ndera verläuft die Nationalstraße 4 in Ost-West-Richtung.